# Toboso
Toboso ist eine Gemeinde in der Provinz Negros Occidental auf der Insel Negros auf den Philippinen. Sie hat 42.114 Einwohner (Zensus 1. August 2015), die in 9 Barangays leben. Sie gehört zur dritten Einkommensklasse der Gemeinden auf den Philippinen und wird als partiell urbanisiert beschrieben.

## Geographie
Sie liegt ca. 115 km östlich von Bacolod City. Die Reisezeit beträgt ca. drei Stunden mit dem Bus, mit dem Auto ca. zwei und eine halbe Stunde. Ihre Nachbargemeinden sind Sagay City im Nordwesten, Escalante City im Norden, Calatrava im Süden und im Westen grenzt die Gemeinde an Tanon-Straße. Die Topographie der Gemeinde wird im östlichen Teil als hügelig beschrieben.

## Sehenswürdigkeiten
Im Gemeindegebiet liegen die Mainit Hot Springs auf dem Gebiet des Barangays San Isidro. Die Kampanoy Grotte befindet sich auf dem Gebiet des Barangays Luna. Die Grotte Trangkalan liegt auf dem Gebiet des Brgy. Magticol, bis in die Mitte des 18. Jahrhunderts wurde sie für kultische Handlungen genutzt. Die ca. 250 Meter hohen Kaskaden der Dalisun Wasserfälle liegen in der Nähe des Sitio Vergara im Brgy. Bug-ang. Der Küste vorgelagert ist das 80 Hektar große Kevin’s Riff, es ist nach einer zehnminütigen Bootsfahrt zu erreichen.

## Barangays
| - Bandila - Bug-ang - General Luna - Magticol - Poblacion | - Salamanca - San Isidro - San Jose - Tabun-ac |